# Pierre-Alain Frau
Pierre-Alain Frau (* 15. April 1980 in Montbéliard) ist ein ehemaliger französischer Fußballspieler.

## Karriere
Pierre-Alain Frau startete seine Profikarriere 1997 beim FC Sochaux, wo er diese 2014 – nach einer kurzen Phase der Vereinslosigkeit – auch beendete. Dazwischen spielte er von 2004 bis 2013 in Frankreich für Olympique Lyon, RC Lens, Paris Saint-Germain, OSC Lille und SM Caen. In der Saison 2012/13 spielte er in Katar bei al-Wakrah SC.

## Titel und Erfolge
- Französischer Meister: 2005, 2011
- Französischer Pokalsieger: 2011 (ohne Einsatz im Endspiel)

## Trivia
Frau wurde 2009 Opfer eines Überfalls und dabei in den Kofferraum seines Wagens gesperrt.